# Phorocera aequalis
Phorocera aequalis är en tvåvingeart som först beskrevs av Henry Jonathan Reinhard 1935.  Phorocera aequalis ingår i släktet Phorocera och familjen parasitflugor. Inga underarter finns listade i Catalogue of Life.